# Clan del Golfo
El Clan del Golfo, también conocido como Clan Úsuga, Los Urabeños, Bloque Héroes de Castaño, Ejército Gaitanista de Colombia o Autodefensas Gaitanistas de Colombia (AGC),  es una organización narcoparamilitar y terrorista que surgió tras la desmovilización entre 2003 y 2006 de las Autodefensas Unidas de Colombia o (AUC). Las (AGC) Autodefensas Gaitanistas de Colombia, la cual forma parte del conflicto armado interno en Colombia. Se le considera la agrupación más grande, peligrosa y mejor estructurada del país, esto se debe a que posee un número considerable de combatientes, con presencia en 211 municipios del país y el gran número de cargamentos de droga que trafica a nivel nacional e internacional.
Comparte el escenario del narcotráfico con otras organizaciones narcoterroristas, como la Oficina de Envigado; esta última seriamente debilitada debido a la captura de sus líderes. También con otros grupos al margen de la ley como las Disidencias de las FARC-EP, el Ejército de Liberación Nacional (ELN) y el Ejército Popular de Liberación (EPL). La Comisión Nacional de Reparación y Reconciliación (CNRR) asegura que el Clan del Golfo cuenta con 560 redes criminales.
El máximo jefe de la organización fue Dairo Antonio Úsuga David, alias Otoniel, cargo que ocupó hasta el 23 de octubre de 2021 después de su captura en el cerro el Yoki, en la cordillera occidental por parte de la Fuerza Pública (Policía, el Ejército y la Armada). Era buscado por el Gobierno de Colombia que ofrecía la suma de COL $ 3 000 000 000 por información que permitiera su captura. El Gobierno de los Estados Unidos lo buscaba por ser el líder de la organización, la cual cataloga como «fuertemente armada (…) y extremadamente violenta». La recompensa por su captura era de USD $ 5 000 000. Su hermano Juan de Dios Úsuga David apodado Giovany fue uno de los principales líderes del grupo, pero murió en un enfrentamiento con la Policía Nacional el 1 de enero de 2012; las autoridades colombianas ofrecieron la suma de $ 2,5 millones de dólares por su captura.
El grupo asumió todas las actividades criminales del exnarcotraficante Daniel Rendón Herrera, alias Don Mario, impulsor de varias organizaciones al margen de la ley (hoy día inactivas y cuyos exmiembros pasaron a ser parte del Clan del Golfo); entre ellas las Águilas Negras.
Entre sus actividades delictivas se encuentran tráfico de droga, masacres y asesinatos a la población civil y a miembros de la fuerza pública como la policía nacional, el denominado «impuesto revolucionario», secuestro, extorsión, atentados terroristas por medio de bombas (granadas de fragmentación), el desplazamiento forzoso de la comunidad civil y campesina, el reclutamiento indiscriminado de menores de edad, ataques a erradicadores de coca. Según fuentes oficiales de las autoridades nacionales, la banda llegó a operar en 181 municipios del territorio colombiano.
La agrupación mantenía una fuerte rivalidad con otras bandas emergentes como Los Rastrojos y la Oficina de Envigado. Los enfrentamientos eran por el control del territorio en el departamento de Córdoba, así como del tráfico de estupefacientes. A pesar de ello, de acuerdo a información dada a las autoridades por parte de una red de informantes, representantes del Clan Úsuga, al igual que de los desaparecidos Rastrojos y Paisas, habrían sostenido una reunión clandestina en 2012 en Medellín, para acordar una repartición de "territorios" a nivel nacional y así acabar con los enfrentamientos entre las mismas organizaciones criminales y comenzar a trabajar en conjunto para una futura alianza. Entre los asistentes a la reunión estaría el jefe capturado del Clan: Dairo Antonio Úsuga David, alias Otoniel.
En cuanto a la Oficina de Envigado, un informe de inteligencia de los Estados Unidos habla de una tregua establecida por el Clan Úsuga con esta banda criminal en el año 2013, con el objetivo de acabar el enfrentamiento entre estos grupos. Según varios informes del Gobierno, el grupo paramilitar mantenía nexos con la guerrilla desmovilizada de las FARC-EP, en la cadena de narcotráfico. Según la policía nacional y la DEA, el Clan Úsuga exporta cocaína hacia toda América Central por medio de sumergibles construidos de forma artesanal; también envían cocaína a diversos carteles mexicanos. Toman su nombre de Jorge Eliécer Gaitán, antiguo líder y caudillo liberal colombiano, la familia de Gaitán ha rechazado el uso de su nombre por esta organización.
En junio de 2020, la Policía Nacional reveló que el exmiembro de Los Rastrojos Marlon Gregorio Celis Caballero, alias Loquillo o Felipe, se había convertido en el nuevo líder del Clan del Golfo en abril de 2020.  Al momento de esta revelación, el Clan del Golfo redujo su ruta de narcotráfico hacia la región del Caribe y además nombró a una ciénagense alias Diana como nueva jefa de narcotráfico. Sin embargo, el Clan del Golfo también se ha visto distraído por un conflicto directo con las disidencias de las FARC-EP. El 23 de octubre de 2021 fue capturado el líder del grupo Darío Antonio Úsuga David, alias Otoniel. En el momento de su arresto, Otoniel era el narcotraficante más buscado de Colombia. Tras la detención de Otoniel, el entonces presidente de Colombia, Iván Duque, describió al debilitado Clan del Golfo como "terminado" y afirmó que "tiene los días contados".

## Historia

### Antecedentes
Los orígenes del grupo se remontan a la región de Urabá, un golfo localizado en los departamentos de Antioquia, Córdoba y Chocó, cerca de la frontera de Panamá, una zona por donde se trafican drogas, debido a que son «corredores estratégicos» por donde se puede enviar la mercancía a otros destinos nacionales e internacionales. Aunque sus actividades comenzaron en el golfo de Urabá, el origen de la organización está ligado a una zona conocida como la Orinoquía o los Llanos Orientales, donde el narcoparamilitar Daniel Rendón Herrera conocido por el alias de Don Mario realizaba todo tipo de operaciones en el Bloque Centauros, una facción militar de las Autodefensas Unidas de Colombia (AUC). Para las AUC, los Llanos siempre fue un corredor estratégico, un lugar donde se realizaron varios actos delictivos. El sector petrolero y ganadero sufrió constantes ataques, los paramilitares se adueñaron militarmente de la zona, donde también se cometieron extorsiones. Y en algunos casos se supervisaba la producción de la cocaína, por medio de laboratorios clandestinos.
Personas vinculadas al narcotráfico se enfrentaron a la guerrilla de las FARC-EP por la zona estratégica de los Llanos Orientales. A finales de la década de 1990, los paramilitares y máximos jefes de las Autodefensas Unidas de Colombia, Carlos y Vicente Castaño, impartieron órdenes a sus milicias, con el fin de controlar y operar todos los negocios relacionados con la droga, negocios de las FARC-EP. A comienzos de la década del 2000, Carlos y Vicente proponen vender uno de sus escuadrones militares a Miguel Arroyave, un narcotraficante que finalmente logró la compra del escuadrón. Se llamaba Bloque Centauros y fue adquirido por $7.000.000. Bajo la supervisión de Arroyave y Rendón, el Bloque Centauros se estableció como una de las facciones más importantes de las Autodefensas Unidas de Colombia. Su principal objetivo estaba relacionado con el negocio del narcotráfico, también extorsionaban a empresarios y personas dedicadas al sector agrícola; así mismo, los miembros del grupo establecieron el denominado «impuesto revolucionario» como sistema de financiamiento. La extorsión también se extendió a todas aquellas personas que comercializaban cualquier tipo de productos, incluso a empresas petroleras que llegaron a pagar «$20.000.000 mensuales», según las declaraciones de varios exintegrantes del grupo armado.
El Bloque Centauros emprendería una serie de ataques en contra de un grupo paramilitar que militaba la zona, que era conocido por el nombre de Autodefensas Campesinas de Casanare (ACC). Una de las organizaciones paramilitares más antiguas de Colombia, liderada por Héctor José Buitrago Rodríguez. Durante 2004, la confrontación militar entre las dos agrupaciones dejó  por lo menos, 2000 personas muertas. Finalmente, Daniel Rendón se retiró de los Llanos Orientales, después de varias discusiones con Miguel Arroyave. Ante toda la situación sufrida, Daniel Rendón decidió viajar al golfo de Urabá. Una vez ubicado en la región, logra entablar contactos con su hermano Freddy Rendón Herrera, conocido por el alias de El Alemán, otro narcoparamilitar y máximo jefe del denominado Bloque Elmer Cárdenas. Sin embargo, Miguel Arroyave sufrió un atentado; miembros de sus tropas decidieron asesinarlo, con la ayuda de Pedro Oliviero Guerrero Castillo, un miembro raso de las AUC. Finalmente, Freddy Rendón Herrera se entregó a las autoridades, mientras que su hermano Don Mario consiguió establecerse y controlar gran parte de las actividades que anteriormente eran una prioridad para Freddy. Unas de las principales tareas fue reclutar a todo el personal posible que alguna vez trabajó para su hermano; también habló con varios integrantes de la guerrilla del Ejército Popular de Liberación (EPL), con el fin de vincularlos y trabajar bajo su mando. Una vez consolidado dentro de la región de Urabá, Don Mario envió varios cargamentos de droga hacia Centroamérica, por medio de lanchas y botes. Hasta un máximo de veinte embarcaciones llegaban directamente a su lugar de destino. Daniel fue considerado «el capo del narcotráfico en Colombia», según la opinión pública.
El Clan, uno de los muchos grupos formados por exlíderes paramilitares de nivel medio, ha provocado que las tasas de homicidio se disparen en los departamentos del norte de Colombia. Actualmente es una de las organizaciones narcotraficantes (OTD) más ambiciosas y despiadadas de Colombia. La base de poder del grupo se encuentra actualmente en los departamentos de Antioquia, Sucre y Córdoba, con presencia en varios otros departamentos y regiones del país, incluidas ciudades importantes como Medellín y Bogotá. Actualmente, el Clan es probablemente el mayor distribuidor de cocaína del mundo, ya que ha formado asociaciones directas y muy lucrativas con los cárteles de la droga en México, así como con grupos criminales europeos como la 'Ndrangheta y la mafia albanesa, que se reparten los miles de millones obtenidos en ganancias del tráfico ilegal de cocaína con el Clan.

### Orígenes
Se considera el 15 de octubre de 2008 como el día en que se originó este grupo armado ilegal, ya que fue el día en que circularon panfletos que anunciaban el nacimiento de este nuevo movimiento y de su accionar, por primera vez, en la región de Urabá; hecho que las autoridades colombianas juzgaron como un medio de "Don Mario" y las bandas criminales al servicio del narcotráfico para atemorizar a la población civil. Pocos días después los panfletos comenzaron a aparecer en otros departamentos del país, y más tarde se conoció acerca de la existencia de 12 frentes de este grupo paramilitar en el país. Su última convención fue en el sur de Bolívar de Colombia en marzo de 2010. Después de la captura de "Don Mario" sus acciones han sido de bajo perfil. 
El nombre de Autodefensas Gaitanistas de Colombia ha sido usado de forma estratégica por el Clan del Golfo para actividades específicas como la publicación de un periódico impreso llamado "El Gaitanista", que circuló por la región de Urabá durante el 2014. El 31 de marzo de 2016 volvieron a ser noticia cuando anunciaron, mediante panfletos, un paro armado en Antioquia, Valle del Cauca, la Costa Caribe, Norte de Santander y Santander, en este último departamento anunciando el paro armado en sectores de su capital Bucaramanga, pero las autoridades desmienten la autenticidad de estos panfletos, ya que mencionan que su actual jefe es el mismo jefe del Clan Úsuga: Dairo Antonio Úsuga David. El Clan Úsuga se hacen llamar a sí mismos "Autodefensas Gaitanistas de Colombia", para otorgarse un supuesto estatus de grupo beligerante y, de esta manera, ocultar sus verdaderas actividades ilegales como narcotráfico, extorsión, sicariato, minería ilegal, entre otras.
Daniel Rendón intentó expandir su imperio, por lo que se fue hacia el sur de Córdoba, por la región del Bajo Cauca, en el norte de Antioquia. También viajó a la ciudad de Medellín, que estaba controlada por la temida Oficina de Envigado (otra bacrim). Los hombres de Daniel Rendón comenzaron una lucha contra Los Paisas y poco después con la Oficina de Envigado. La policía culpó a la organización de Daniel Rendón por el homicidio de unas 3000 personas entre 2007 y 2009. El 15 de abril de 2009, un equipo de 300 comandos de la policía capturó a Rendón en una granja rural de Urabá. Después de la captura de Rendón, varios exmiembros de su banda se fueron a trabajar con los hermanos Úsuga David, Juan de Dios y Dairo Antonio, dos exparamilitares de rango medio que habían trabajado con Rendón desde la década de 1990. Los dos hermanos comenzaron con un estimado de 200 hombres tras la detención de Rendón, y desde entonces han logrado una expansión territorial que abarca 182 municipios y también algunas zonas fronterizas de otros países como Venezuela, Ecuador y Panamá, donde se han encontrado algunos integrantes. A principios del mes de enero de 2012, el máximo jefe de la banda, Juan de Dios es abatido por la policía, en una finca localizada en el departamento del Chocó. Ante este eventual acontecimiento, el Clan Úsuga emprendió varios ataques en contra de las autoridades, como justificación a la muerte de su jefe. El grupo repartió gran cantidad de panfletos amenazantes e impidió la continuidad de las actividades comerciales. Mientras que su hermano Dairo Antonio finalmente quedó como jefe absoluto del grupo.
Según la Corporación Nuevo Arco Iris, una organización que promueve la paz y el diálogo como respuesta al conflicto armado en Colombia, los del Clan Úsuga «son una especie de ejército privado de los testaferros de los antiguos paramilitares y están cobrando deudas de los mismos». Según varios reportes de inteligencia de la fuerza pública de Colombia e investigaciones, la agrupación lidera el panorama de las organizadores en Colombia por sus 1.500 integrantes, razón por la cual se le considera la agrupación criminal más grande del país. Presenta incluso la misma o mayor cantidad de integrantes que las guerrillas del Ejército de Liberación Nacional (ELN) con unos 1.500 miembros y la disidencia del Ejército Popular de Liberación (EPL) que posee menos de 100 militantes. Por otra parte, la Comisión Nacional de Reparación y Reconciliación (CNRR) asegura que el Clan del Golfo cuenta con 560 redes criminales.

### 2012-2018
En aquella época el máximo jefe de la banda paramilitar era Dairo Antonio Úsuga David, alias Otoniel, quién era buscado por el Gobierno de Colombia, que ofrecía la suma de COL $2.000.000.000 por información que permitiera su captura. El Gobierno de los Estados Unidos lo buscaba por ser el líder de la organización, la cual catalogó como «fuertemente armada (...) y extremadamente violenta». La recompensa por su captura era de USD $ 5.000.000. Su hermano Juan de Dios Úsuga David apodado Giovany fue uno de los principales líderes del grupo, pero murió en un enfrentamiento con la Policía Nacional el 1 de enero de 2012; las autoridades colombianas ofrecieron la suma de 2,5 millones de dólares por su captura.
El grupo asumió todas las actividades criminales del ex narcotraficante Daniel Rendón Herrera, alias Don Mario, impulsor de varias organizaciones al margen de la ley (hoy día inactivas y cuyos exmiembros pasaron a ser parte del Clan del Golfo); entre ellas las Águilas Negras y las Autodefensas Gaitanistas de Colombia.
Entre sus actividades delictivas se encuentran el tráfico de droga, masacres y asesinatos a la población civil y a miembros de la fuerza pública como la policía nacional, el denominado «impuesto revolucionario», secuestro, extorsión, atentados terroristas por medio de bombas (granadas de fragmentación), el desplazamiento forzoso de la comunidad civil y campesina, y el reclutamiento indiscriminado de menores de edad. Según fuentes oficiales de las autoridades nacionales, la banda llegó a operar en 181 municipios del territorio colombiano.
La agrupación mantenía una fuerte rivalidad con otras bandas emergentes entre las que figuran Los Rastrojos y la Oficina de Envigado. Los enfrentamientos eran por el control del territorio en Córdoba, así como del tráfico de estupefacientes. A pesar de ello, de acuerdo a información dada a las autoridades por parte de una red de informantes, representantes del Clan Úsuga, al igual que de los desaparecidos Rastrojos y Paisas, habrían sostenido una reunión clandestina en 2012 en la ciudad de Medellín, para acordar una repartición de "territorios" a nivel nacional y así acabar con los enfrentamientos entre las mismas organizaciones criminales y comenzar a trabajar en conjunto para una futura alianza. Entre los asistentes a la reunión estaría el jefe actual del Clan: Dairo Antonio Úsuga David,  alias Otoniel. En cuanto a la Oficina de Envigado, un informe de inteligencia de los Estados Unidos habla de una tregua establecida por el Clan Úsuga con esta banda criminal en 2013, con el objetivo de acabar el enfrentamiento entre estos grupos. Según varios informes del Gobierno, el grupo paramilitar mantenía nexos con la guerrilla desmovilizada de las FARC-EP, en el procesamiento y el tráfico de drogas. Según la policía nacional y la DEA, el Clan Úsuga exporta cocaína hacia toda América Central por medio de sumergibles construidos de forma artesanal; también envían cocaína a diversos carteles mexicanos.
Pese a que son considerados por el gobierno y por la sociedad en general como un grupo delincuencial, cuyo objetivo es que sus miembros sean capturados o se sometan de manera voluntaria a la justicia, el Clan del Golfo; autollamados Autodefensas Gaitanistas de Colombia, solicitó en 2016 al gobierno de Juan Manuel Santos que sean incluidos en un eventual proceso de paz, de la misma manera que se hizo con las FARC-EP y se intentó con  el ELN. Por su parte el gobierno, a través de la Oficina de Alto Comisionado Para la Paz, manifiesta que los Grupos Armados Organizados (GAO), como se les conoce desde 2016 a las Bandas Criminales (BACRIM), no tienen estatus político; por tanto, el único proceso aceptado por el gobierno con ellos es el de Sometimiento a la Justicia. Debido a los golpes infringidos a la organización en los últimos tres años, el gobierno colombiano dio a conocer en septiembre de 2017 una misiva del máximo cabecilla del Clan del Golfo, Dairo Antonio Úsuga, Otoniel, donde manifiesta la voluntad del grupo para someterse a la justicia, abriendo la puerta a la desmovilización del GAO más grande de Colombia, versión confirmada por el mismo Otoniel a través de un vídeo que circuló en las redes sociales, donde afirma que esta buscando negociar el sometimiento a la justicia de él y de sus hombres, con las debidas garantías por parte del estado colombiano.
Los trabajos de la fuerza pública han dado como resultado importantes capturas y bajas a miembros de la organización. Probablemente uno de los sucesos más recordados fue el abatimiento de uno de los máximos jefes, Juan de Dios Úsuga David, apodado Giovanny, por parte de un comando especial de la Policía el 1 de enero de 2012, en el marco de la Operación Colombia 25, cuyo objetivo era Giovanny. Úsuga David murió, luego de un enfrentamiento con las autoridades en una zona selvática del Chocó. El paramilitar presentaba quince órdenes de captura por múltiples delitos: homicidio, terrorismo, concierto para delinquir, entre otros. Debido a que era uno de los capos más buscados del país, el Gobierno ofreció la suma de 2,5 millones de dólares. La pérdida supuso un debilitamiento directo sobre la estructura de la banda, pero el grupo continuó con sus actividades. El Clan Úsuga promovió un paro revolucionario en varios departamentos como Córdoba y Antioquia, que dejó como resultado el cese de las actividades comerciales, unos días después del asesinato. Juan de Dios Úsuga David estuvo en las filas de las Autodefensas Unidas de Colombia, donde militó por varios años, antes de relevar junto a su hermano Dairo todas las actividades criminales de Don Mario, fundador de la banda.
En marzo de 2012, el jefe militar del Clan Úsuga, Jorge Iván Arboleda Garcés, apodado Arboleda, fue abatido en el departamento de Antioquia. Arboleda era considerado uno de los más radicales y sanguinarios de la organización, y el principal responsable «de más de 150 asesinatos y el desplazamiento forzado de casi 500 familias», según las autoridades. Presentaba una circular azul por parte de la Interpol y formaba parte de los hombres más buscados de Antioquia y del país, donde se llegó a ofrecer una recompensa de $400000000 por su captura. Durante varios años Arboleda Garcés planeaba un atentado contra el entonces director de la policía nacional, el general Óscar Naranjo, acto que nunca se ejecutó.
En junio de 2012, las autoridades colombianas capturaron a unos de los narcotraficantes más importantes del grupo, Camilo Torres Martínez. Camilo, quien se le conocía por el alias de Fritanga fue el responsable del tráfico y envío de varios cargamentos de droga hacía los Estados Unidos y Europa. Desde 2009 era buscado por la DEA, mientras que el Gobierno de los Estados Unidos le había emitido una orden de extradición en su contra. Fue capturado mientras celebraba su matrimonio en la Isla Múcura, a dos horas de Cartagena; una celebración que se extendió por 6 días de 8 que estaban programados, al mejor estilo de las fiestas que organizaban los grandes capos de los antiguos carteles de Medellín y Cali, en cada día de la fiesta había una temática diferente. Para amenizar cada uno de los días de la celebración, Fritanga había contratado reconocidos artistas y agrupaciones musicales de talla nacional e internacional y entre los invitados a la boda estaban reconocidas celebridades de la farándula colombiana y agentes de policía estadounidenses.
En septiembre de 2012, la policía nacional capturó a Melquicedec Henao Ciro, alias Belisario. Henao Ciro era uno de los hombres más peligrosos de la Costa por ser el máximo jefe de toda la Región Caribe. Figuraba en la lista de los criminales más buscados del país, emitida por las autoridades. Según el director de la policía, José Roberto León Riaño, Melquicedec Henao «era el terror de la Costa Norte de Colombia». El Gobierno llegó a ofrecer la suma de $200000000 por su captura. También se le condenaba por el envío de grandes cargamentos de droga a otros países y haber asesinado a más de cien personas.
A finales de octubre de 2012, el narcotraficante Henry de Jesús López, el «mayor financiador de drogas» de la banda según las autoridades fue detenido en un restaurante de Argentina; la captura se dio por parte de la Secretaría de Inteligencia. Las principales autoridades de Colombia afirmaron que Henry de Jesús había recorrido otros países de América del Sur como Paraguay y Brasil para evadir la justicia. Comenzó su carrera delictiva en la Bacrim de la Oficina de Envigado y luego se integró al Clan Úsuga. Apodado Mi sangre, Salvador o Carlos Mario era uno de los principales objetivos de la policía. Presentaba una circular roja por parte de la INTERPOL y una orden de extradición del Gobierno de los Estados Unidos. Las autoridades colombianas ofrecieron $1200000000 como recompensa por informaciones sobre su paradero.
En un operativo realizado por la policía el miércoles 24 de abril de 2013 en San Pedro de Urabá, el segundo hombre más importante de la organización narcoterrorista, Francisco Morelo Peñata, alias Negro Sarley, fue abatido después de una serie de enfrentamientos. Negro Sarley figuraba como uno de los hombres más peligrosos de Colombia y se ofrecía una recompensa de $1200000000. Principal culpable y máximo responsable de la expansión del Clan Úsuga a nivel nacional, y uno de los narcotraficantes que enviaba droga a Panamá, México y Estados Unidos. En el operativo se le encontró una pistola semiautomática FN Five-seveN de fabricación belga, un arma capaz de penetrar chalecos antibalas de un solo disparo y conocida en gran parte del territorio de América por el seudónimo «mata policías». Tenía circular azul por parte de INTERPOL.
En operativos simultáneos hechos en Apartadó, Bogotá, Medellín y Montería, por parte de la Fiscalía y la DIJIN de la Policía Nacional, se logró la captura el 4 de febrero de 2015 de Blanca Madrid, alias La Flaca, esposa de Dairo Antonio Úsuga, alias Otoniel, el máximo jefe de Los Urabeños, junto a 11 personas más, entre integrantes y colaboradores de la banda criminal. Ella era la encargada de lavar el dinero que ganaban de manera ilícita Los Urabeños y que recibía directamente de su esposo Otoniel; entre otras cosas, se dedicaba a conseguir testaferros y a adquirir propiedades para la organización criminal. Consiguió involucrar a su familia en las actividades ilícitas del grupo; inclusive, a dos pastores de una iglesia cristiana que frecuentaban la zona del Urabá, lugar de refugio de Otoniel, para que este les entregara dinero con el objetivo de comprar propiedades fuera de país para la organización y que realizaran obras benéficas en la región, buscando ganar la confianza de los habitantes del Urabá a favor del capo. Su familia, al igual que los pastores, fueron capturados en la misma operación. Con esta captura se logró conocer a fondo detalles de la vida privada de Otoniel, entre ellos, su gusto en cuanto a mujeres, sus infidelidades con las hermanas de alias La Flaca y el abuso sexual a las adolescentes en el Urabá.
En febrero de 2016, fue capturado en Buga (Valle del Cauca), Yony Alberto Grajales Álvarez, alias Guajiro o El Ahijado, hombre de confianza de Otoniel, enviado a esta región por él mismo hace dos años para tomar el control de las rutas y laboratorios dedicados al procesamiento de alcaloides, quitándole el control a la debilitada banda criminal de Los Rastrojos, según investigaciones y seguimientos hechos por la Policía contra este sujeto desde hace cinco meses. Además, alias Guajiro tenía la misión de cobrar cuotas de dinero a otros narcotraficantes que pretendían sacar estupefacientes por el Océano Pacífico. Su alias de Ahijado se debía al parentesco que guardaba con los jefes paramilitares Carlos Castaño y Negro Sarley, quienes eran sus padrinos. Fue arrestado en un lujoso condominio mientras visitaba a su esposa y era solicitado en extradición por Estados Unidos.
El 29 de abril de 2016 fue capturado en Sao Paulo, Brasil, por agentes de Policía Federal de ese país el narcotraficante Eduard Fernando Cardoza Giraldo, apodado Boliqueso o Yupi. Este importante miembro del Clan Úsuga inició su vida criminal con Los Rastrojos, al lado de los hermanos Calle Serna o Comba (Javier Antonio y Luis Enrique, quienes se entregaron a la justicia estadounidense en 2012); debido al debilitamiento y desaparición de esta banda criminal producto de los operativos hechos por las autoridades colombianas, fue uno de los miembros de Los Rastrojos que pasó a trabajar con el Clan Úsuga en el Valle del Cauca, convirtiéndose en el jefe absoluto de las actividades criminales en la región (extorsión, sicariato, tráfico y microtráfico de drogas). En junio de 2015 se expidió, por parte de una corte en Brooklyn; Estados Unidos, una solicitud de extradición en su contra para juzgarlo por delitos relacionados al tráfico de estupefacientes en Norteamérica.
Pese a que son considerados por el gobierno y por la sociedad en general como un grupo delincuencial, cuyo objetivo es que sus miembros sean capturados o se sometan de manera voluntaria a la justicia, el Clan del Golfo; autollamados Autodefensas Gaitanistas de Colombia, solicitó en 2016 al gobierno de Juan Manuel Santos que sean incluidos en un eventual proceso de paz, de la misma manera que se hizo con las FARC y se está haciendo el ELN. Por su parte el gobierno, a través de la Oficina de Alto Comisionado Para la Paz, manifiesta que los Grupos Armados Organizados (GAO), como se les conoce desde 2016 a las Bandas Criminales (BACRIM), no tienen estatus político; por tanto, el único proceso aceptado por el gobierno con ellos es el de Sometimiento a la Justicia. Debido a los golpes infringidos a la organización en los últimos tres años, el gobierno colombiano dio a conocer el 5 de septiembre de 2017 una misiva del máximo cabecilla del Clan del Golfo, Dairo Antonio Úsuga, Otoniel, donde manifiesta la voluntad del grupo para someterse a la justicia, abriendo la puerta a la desmovilización del GAO más grande de Colombia, versión confirmada por el mismo Otoniel a través de un vídeo que circuló en las redes sociales, donde afirma que esta buscando negociar el sometimiento a la justicia de él y de sus hombres, con las debidas garantías por parte del estado colombiano.
El 7 de febrero de 2017 fue abatido, en un operativo conjunto entre la Policía y el Ejército, el máximo cabecilla del Clan del Golfo en el departamento de Córdoba: Deivis Johan Barragán Blanco, alias Cobra II, en zona veredal del municipio de Puerto Libertador; en medio de los combates entre el esquema de seguridad de Cobra II y la Fuerza Pública también cayeron un soldado y un agente de la DIJIN. Cobra II fue señalado del paro armado en la región y del Plan Pistola a uniformados de la Policía, en represalia por la "Operación Agamenón" contra la cúpula de la estructura criminal, también es señalado de realizar homicidios y de controlar las actividades del narcotráfico y la extorsión en las zonas del Alto Sinú y San Jorge, además de los municipios de San José de Uré, Montelíbano y La Apartada. Según información de las autoridades, comandaba el Frente “Julio César Vargas” del Clan del Golfo con 300 hombres y tenía una orden de captura por el delito de concierto para delinquir agravado. Se inició en el Bloque Córdoba de las extintas Autodefensas Unidas de Colombia (AUC), de las cuales se desmovilizó el 18 de enero de 2005.
El 29 de abril de 2017 fue abatido Jhon Fredy Rivera, alias Zorro, cabecilla del Clan del Golfo en el departamento de Nariño, en un operativo de la Policía Nacional quien venía siguiendo sus actividades ilegales en el puerto estratégico de Tumaco. Zorro tenía circular roja de la Interpol por los delitos de secuestro, extorsión y desplazamiento forzado. Fue muerto en zona de Quendal del municipio de Barbacoas.
El 13 de julio de 2017, tropas del Ejército y personal de la Fiscalía colombiana capturaron en Yarumal (Antioquia) a Haminton Mosquera, alias Negro Perea, cabecilla del Clan del Golfo en el norte del departamento de Antioquia. Al Negro Perea se le venía haciendo seguimiento desde hace más de cuatro meses por las constantes denuncias de la población civil a la cual, desde hace más de 20 años, venía sometiendo con sus actividades criminales en esta zona del país. Era desmovilizado del Bloque Centauros de las Autodefensas Unidas de Colombia (AUC) y tenía injerencia en los Llanos Orientales, además de haber sido comandante contraguerrilla del Clan del Golfo en el norte de Antioquia, donde tenía bajo su mando a más de 35 hombres armados. Era el encargado de recoger dinero para la organización criminal producto de extorsiones y de la comercialización de pasta base de coca, todas estas actividades delictivas las ejecutaba en los municipios de Valdivia y Yarumal, además de algunas veredas de Tarazá.
El 8 de septiembre de 2017, la Policía Nacional capturó en el municipio de Hatillo de Loba, sur de Bolívar, en colaboración con la Fiscalía General de la Nación, al máximo cabecilla del Clan del Golfo en el departamento de Sucre; Javier Pérez Vidal, alias El Lobo. Al Lobo se le venía haciendo seguimiento desde hace varios meses, ya que era el encargado de coordinar y ejecutar las actividades ilícitas del grupo delincuencial en los departamentos de Córdoba, Bolívar y Sucre (sicariato, extorsión, hurto y tráfico de estupefacientes). También era el encargado de ejecutar el llamado Plan Pistola en estos departamentos como represalia por la "Operación Agamenón" contra el Estado Mayor del Clan del Golfo. Por la captura de Pérez Vidal, el presidente Juan Manuel Santos había ofrecido meses atrás una recompensa de 50 millones de pesos (unos 17.158 dólares). Tenía orden de captura por los delitos de concierto para delinquir con fines de homicidio y narcotráfico, fuga de presos, extorsión, porte fabricación y tráfico de estupefacientes.
El 17 de febrero de 2018 fue abatido por la Policía en zona rural de Tarazá (Antioquia) Daniel Antonio Mercado González, alias Polocho o El Viejo, cabecilla del Clan del Golfo en la zona del Bajo Cauca antioqueño. Según reporte de la Fiscalía, se trataba de un desmovilizado del Bloque Catatumbo de las Autodefensas Unidas de Colombia (AUC), quien siguió delinquiendo al servicio del narcotráfico con la banda criminal del Clan del Golfo, por cuyas acciones delincuenciales estaba siendo solicitado por la justicia y tenía Circular Roja de INTERPOL, aunque su vida criminal inició con la guerrilla del EPL. Fue designado como cabecilla en esta zona por orden de alias Guagua, miembro del Estado Mayor neutralizado también por la Policía el 23 de marzo de 2016. Venía sosteniendo una disputa territorial con otras organizaciones armadas como la guerrilla del ELN y Los Caparrapos (grupo formado por 180 disidentes del Clan del Golfo que, debido a los golpes dados a este grupo por parte de las autoridades en la zona, se separaron en enero de 2018 disputándoles el control del territorio en el Bajo Cauca pero que, igualmente, están siendo afectados por los golpes que le propinan las autoridades y el grupo ilegal), dejando los enfrentamientos más de 150 víctimas y el desplazamiento de unas 300 familias.
El 26 de marzo de 2018 fue capturado por agentes de la Dirección Antinarcóticos de la Policía Nacional, en zona rural del municipio de Cartago (Valle del Cauca) Gustavo Hernán Sepúlveda David, alias Máscara, cabecilla del Clan del Golfo en el departamento del Nariño. Máscara estaba encargado de controlar los centros de droga en este departamento y venía enfrentado a disidentes de las FARC-EP que se negaron a acatar los Acuerdos de paz, así como a otros Grupos Armados Organizados (GAO) como la desaparecida Empresa en Buenaventura. Llegó a la región con instrucciones directas de alias Otoniel, jefe máximo del Clan del Golfo, de controlar las actividades ilícitas en esta zona del país luego de la muerte de alias Zorro, además de presionar a los campesinos de la zona para que organizaran paros con el fin de evitar la erradicación de cultivos ilícitos de parte de la Fuerza Pública. Inició su actividad delictiva con el Bloque Centauros de las Autodefensas Unidas de Colombia (AUC) y, posteriormente, se enlistó en las filas del Bloque Pacífico y el Bloque Metro de esta misma organización. Fue capturado mientras se reponía de heridas que le propinaron miembros de la Fuerza Pública en la primera operación que adelantaron en su contra el pasado 10 de marzo en el municipio de El Rosario (Nariño).
El 9 de junio de 2018 es capturado por agentes de la SIJIN de la Policía Nacional José Carlos Benítez Martínez, alias El Mocho, cabecilla del Clan del Golfo en el sur de Bolívar, por el delito de concierto para delinquir agravado. El Mocho delinquía en zonas rurales de los municipios de Norosí, Altos del Rosario, Tiquisio, Montecristo y todo lo correspondiente a la Serranía de San Lucas, donde manejaba actividades delictivas como extorsiones, rutas de narcotráfico y minería ilegal, que servía de financiamiento a la estructura criminal. Junto a él, fue capturada Janeth Martínez Pérez, sindicada de ser colaboradora de la organización criminal mediante el suministro de elemento logísticos y entrega de información sobre movimientos de la Fuerza Pública en la zona. En el momento de su detención encontraron en su poder: Un arma de fuego tipo revólver calibre 22 marca Smith & Wesson con municiones, un panfleto alusivo a las Autodefensas Gaitanistas de Colombia (como se hacen llamar el Clan del Golfo), una motocicleta y un computador portátil.

### 2018-presente
En 2018 Jorge Macri primo-hermano del  entonces presidente argentino Mauricio Macri comenzó a ser investigado ante la Justicia por un negocio en Vicente López donde es alcalde con el cartel colombiano; quedando en la mira por un comodato con la firma ITC SA, una empresa perteneciente a la red de lavado de dinero del cartel. este cartel colombiano liderado por los hermanos Triana Peña sacaba cocaína del país escondida en bolsas de arroz. Además, gracias al servicio de un abogado argentino, había montado una red de empresas para comercializar el “arroz blanco” y lavar el dinero producto del narcotráfico. En esta causa su abogado es el hermano del camarista Martín Irurzun.
El 29 de agosto de 2018, fueron capturados de manera simultánea 3 cabecillas importantes del Clan del Golfo para los departamentos del Chocó, Antioquia y Valle del Cauca, quienes manejaban el 70% de los ingresos ilícitos del grupo armado organizado en estos departamentos. Alias Ernesto, Platino y Cometa fueron capturados en un macro operativo de la Policía, el Ejército y la Fiscalía; los 3 exparamilitares tenían a su cargo cientos de hombres para manejar los eslabones financieros de la organización criminal más grande del país. En zona rural de Bahía Solano (Chocó) fue detenido alias Ernesto; en Cocorná, oriente de Antioquia, fue detenido alias Platino y en Turbo, Urabá antioqueño, fue capturado alias Cometa; este último, designado cabecilla en esa región por alias Chiquito Malo, miembro del Estado Mayor de la organización criminal.
El 16 de octubre de 2018 fue abatido por fuerzas conjuntas del Ejército y la Policía, en zona rural del municipio de Ebéjico (Antioquia), José Abel Bustamante Duarte, alias Mordisco, quien era el jefe de finanzas del Clan del Golfo y hombre cercano a Otoniel, ascendiendo a miembro del Estado Mayor luego de la captura o muertes de los miembros originales. Según las autoridades, Mordisco tenía la misión de suministrar armamento para estructuras del clan mafioso en Antioquia, Norte de Santander y La Guajira, siendo además el coordinador de la estructura criminal en la parte del narcotráfico. En sus últimos años, Mordisco había logrado extender el mercado de drogas ilegales del grupo criminal hacia Europa, Estados Unidos y Centroamérica asociándose con redes criminales nacionales e internacionales, lo que significa un golpe contundente a sus finanzas. En sus primeros años en el mundo del crimen, Mordisco perteneció al Bloque Centauros de las AUC.
En 2019 capturado Carlos Mario Usuga, hermano de Otoniel y jefe de finanzas del Clan del Golfo. Guerra entre el Clan del Golfo y Los Caparrapos.
Para finales de la década, la Fiscalía General de la Nación señalo al Clan del Golfo (junto a las Disidencias y el ELN) como las principales organizaciones generadores de violencia y culpables de masacres.
El 1 de enero de 2020 se denuncia una toma paramilitar en Bojayá (Chocó) por parte de este grupo, que se encuentran en enfrentamientos en esta región con el ELN y las Fuerzas Militares. La importancia de esta población se debe a que es una ruta clave para el narcotráfico, la minería ilegal y el tráfico de madera. Dos días después de la alerta de la comunidad hizo presencia la Fuerza de Tarea Titán del Ejército en la región, pero los ilegales ya no se encontraban en la zona. Guerra entre el Clan del Golfo y Los Caparrapos. En 2020 fue abatido alias Pueblo primo de Otoniel y cuarto hombre en la línea de mando del Clan del Golfo. También se presentan enfrentamientos con las Disidencias de las FARC-EP en Nariño.
El 19 de agosto de 2021 Luis Santana, alias "Machete" fue arrestado momentos antes de casarse. "Machete" había burlado a las autoridades en varias ocasiones. El 25 de agosto del mismo año es arrestado César alias "Osama" líder de la subestructura Manuel José Gaitán del Clan del Golfo. "Osama" es culpado por los delitos de narcotráfico y extorsión en los departamentos de Sucre y Bolívar. Dos días antes fue asesinado el activista Esteban Mosquera (24 años), esto en el centro de Popayán por presuntos miembros del Clan del Golfo. Mosquera había sufrido daño ocular severo durante las protestas de mayo pasado.
El 23 de octubre de 2021, fue capturado Dairo Antonio Úsuga David, Otoniel, máximo jefe de la organización, en la Operación Osiris (parte de la Operación Agamenón) desarrollada por la Fuerza Pública en Necoclí (Antioquia). Así mismo fue capturada Nini Johana Úsuga David, hermana de Otoniel, acusada de ser la Financiera del clan, de la cual el Gobierno colombiano anunciaría su extradición.
Por el momento, no se sabe quién ocupará el puesto que Otoniel dejó vacante con su captura, entre los alias "Chiquito Malo" y "Siopas", de quienes se dicen tendrían diferencias sobre el manejo a futuro de la organización criminal.
Alias "Siopas", número dos de la organización, aparece muerto en febrero de 2023. Parece haber sido víctima de una purga interna.

## Estructura militar y ubicación
Se le considera una agrupación grande, peligrosa y complejamente  estructurada del país, esto se debe a que posee un número considerable de combatientes que ronda los 4000, y más de 3000 detenidos o abatidos en los últimos años. Con presencia en 257 municipios del país en 2018.
El aumento de los miembros se debe a que varias facciones de otros grupos narcoparamilitares se les han aliado estratégicamente, debido al debilitamiento territorial y militar de organizaciones como Los Rastrojos, Los Paisas y la desaparición del grupo Los Machos. Se tiene evidencia sobre el reclutamiento de guerrilleros de las FARC-EP, más específicamente en las regiones de Nariño y Bajo Cauca.
Su base principal se encuentra ubicada en el Golfo de Urabá y en varios municipios de Antioquia. En varios casos, las facciones de la banda despliegan a sus hombres previamente entrenados y armados, en todos los departamentos donde operan. Invaden principalmente zonas rurales que sirven como corredores para el tráfico de droga, especialmente en aquellas donde se encuentren puertos marítimos. Una vez ubicados dentro del área, las facciones realizan actividades enfocadas al reclutamiento de personas, principalmente aquellas que cumplan con trabajos de inteligencia, en algunos casos de homicidios, y otras en las que brindan información sobre los trabajos de seguridad de la Fuerza Pública. El grupo criminal también es conocido por contratar bandas locales que tengan la capacidad de operar en las calles y colaboren con el microtráfico de droga, y otro tipo de funciones como la extorsión y el asesinato selectivo.
Han capacitado y mantenido a la mayoría de sus integrantes, muchos de ellos responsables de controlar los territorios donde operan y se expanden. La bacrim de Los Rastrojos también suele operar en estas zonas. Su modo de operar es similar al de otras bacrim, debido a que sus objetivos no dependen única y exclusivamente del proceso que implica la producción de droga; se limitan a otro tipo de funciones. A pesar de la captura de "Don Mario" el 15 de abril de 2009, se siguió conociendo de la existencia de 12 grupos (entre frentes y bloques).
Frentes del Clan del Golfo o Autodefensas Gaitanistas
- Frente Carlos Vásquez: Opera en el Urabá Antioqueño.
- Frente Central de Urabá: Opera en el Urabá Chocoano.
- Frente Sinú: Opera en el Urabá Cordobés.[167]
- Bloque Héroes de Castaño: Opera en el Bajo Cauca antioqueño, formado por 400 hombres aproximadamente. Se presume que serían ellos quienes están en guerra contra Los Caparrapos (grupo disidente del Clan del Golfo), el ELN y las disidencias de las FARC-EP por el control del narcotráfico y la minería ilegal de la zona.
- Frente Central Gaitanista: Operaba en el Departamento de Bolívar (Desmantelado).
- Frente Lanceros: Operaba en el Departamento de Boyacá (Desmantelado).
- Frente Luis Fernando Gutiérrez en Bolívar (Desmantelado).[168]
- Frente  Rubén Darío Ávila en Antioquia y Córdoba (Desmantelado).[169]
- Frente Francisco Morelos Petete o Ulder Cardona Rueda (Desmantelado).
- Frente Juan de Dios Úsuga o Javier Yépez Cantero (Desmantelado).
- Frente Pacífico en el Valle del Cauca (Desmantelado).[170][171]
- Frente Occidental en Antioquia (Desmantelado).[172]

### Alianzas y campos de operaciones
Este clan trazó una alianza estratégica con las FARC-EP (desmovilizadas en 2017) y el Ejército de Liberación Nacional (ELN). Según las autoridades colombianas, la unión de estos grupos criminales se debe al procesamiento y el tráfico de drogas y al abastecimiento o compra y venta de armamento. Esta alianza ha incrementado de forma significativa toda clase de operaciones criminales (desde el tráfico de drogas hasta el denominado «impuesto revolucionario» cobrado a campesinos, ganaderos y empresarios), hasta el punto de llegar a operar simultáneamente con las nombradas guerrillas en setecientas zonas del territorio colombiano, según un informe de la Comisión de Reparación y Reconciliación (CNRR). El Clan Úsuga también mantenía contactos y coaliciones con narcotraficantes colombianos como Víctor Patiño Fómeque, Jesús David Echeverry, alias pura sangre, entre otros. Todo el proceso logístico para enviar cargamentos con droga hacia otros países y carteles, y el respaldo militar que ofrecen dichas organizaciones, hacen que los narcotraficantes busquen potenciales coaliciones. El grupo también mantiene alianzas estratégicas con el cartel mexicano de Los Zetas por el tráfico de estupefacientes; debido a la desaparición del grupo criminal mexicano en 2018, podría estar haciendo negocios con la facción sobreviviente de este llamada "Cartel del Noreste". Prueba de ello fue la coalición establecida entre un delincuente conocido por El Flaco y miembros del cartel por el envío de varios cargamentos de droga. A mediados del mes de julio de 2012, alias El Flaco fue capturado por las autoridades en Honduras. En un operativo realizado el 18 de diciembre en la ciudad de Cartagena de Indias, la policía realizó una inspección en el puerto, donde encontró una tonelada y medía de cocaína. El cargamento sería enviado a México, más específicamente al cartel de Los Zetas. También se ha comprobado una relación de negocios que mantiene con el Cartel de Sinaloa a través de su máximo líder luego de la captura del Chapo Guzmán, Ismael "El Mayo" Zambada. El Clan del Golfo, al mando de Dairo Antonio Úsuga, alias Otoniel, les brinda seguridad a los mexicanos cuando vienen a Colombia y, además, son sus grandes socios quienes, inclusive, controlan cultivos de coca en el Urabá, Valle del Cauca, Cauca, Tumaco y Putumayo, demandando de alucinógenos a los narcos en el interior del país.
Las autoridades del estado de Táchira manifestaron que varios grupos paramilitares conformados por el Clan Úsuga, Los Rastrojos, Los Paisas, Los Gaitanistas y las Águilas Negras han establecido contactos y operaciones en cinco localidades venezolanas entre las que se encuentran: Bolívar, Pedro María Ureña, Ayacucho, Junín y García de Hevia. El reporte de las autoridades venezolanas confirmó que una de las presuntas conexiones con las bandas criminales es Raúl Silva, un ciudadano venezolano conocido en el entorno con el alias de Cara e' vieja. La frontera entre Colombia y Venezuela, separada por unos 2219 km, es una de las principales vías para el tráfico de droga y la permanencia latente de grupos criminales. Según un reporte publicado por la revista Semana, un miembro del Clan Úsuga, conocido con el alias de La Flor, mantenía contactos y operaciones en Bolivia, y era el principal enlace para distribución de varios cargamentos de cocaína a México.
Panamá también ha surgido como un lugar estratégico. Según varios trabajos de inteligencia, la banda criminal busca extender sus negocios en el tráfico de droga, una de las principales fuentes de sostenimiento. Varios países europeos como España, Bélgica, y Países Bajos fueron territorios donde anteriormente se enviaban cargamentos desde Panamá, una tarea que busca reactivar.
Perú también ha sido un territorio estratégico como punto de operaciones. El miércoles 6 de febrero de 2013 en Lima fue capturado otro alto mando del grupo de nombre Jacinto Nicolás Fuentes Germán, conocido por el alias de Don Leo. El integrante de la banda se encontraba delinquiendo en dicho país, más específicamente «realizando alianzas con los carteles locales y las redes de venta de armas». Don Leo aceptó además ser el responsable de 100 homicidios a lo largo de su actividad como paramilitar. En el mes de mayo de 2014, las autoridades españolas arrestaron a varios integrantes de la banda que mantenían una oficina de cobros, la misma servía para recibir dinero de personas secuestradas y otros trabajos relacionados con el narcotráfico.
La agrupación mantenía una fuerte rivalidad con otras bandas emergentes entre las que figuran Los Rastrojos y la Oficina de Envigado. Los enfrentamientos eran por el control del territorio en los departamentos de Córdoba, así como del tráfico de estupefacientes. A pesar de ello, de acuerdo a información dada a las autoridades por parte de una red de informantes, representantes del Clan Úsuga, al igual que de los desaparecidos Rastrojos y Paisas, habrían sostenido una reunión clandestina en 2012 en la ciudad de Medellín, para acordar una repartición de "territorios" a nivel nacional y así acabar con los enfrentamientos entre las mismas organizaciones criminales y comenzar a trabajar en conjunto para una futura alianza. Entre los asistentes a la reunión estaría el jefe actual del Clan: Dairo Antonio Úsuga David, alias "Otoniel". En cuanto a la Oficina de Envigado, un informe de inteligencia de los Estados Unidos habla de una tregua establecida por el Clan Úsuga con esta banda criminal en 2013, con el objetivo de acabar el enfrentamiento entre estos grupos. Según varios informes del Gobierno, el grupo paramilitar mantenía nexos con la guerrilla desmovilizada de las FARC-EP, en el procesamiento y el tráfico de drogas. Según la policía nacional y la DEA, el Clan Úsuga exporta cocaína hacia toda América Central por medio de sumergibles construidos de forma artesanal; también envían cocaína a diversos carteles mexicanos.

### Liderazgo

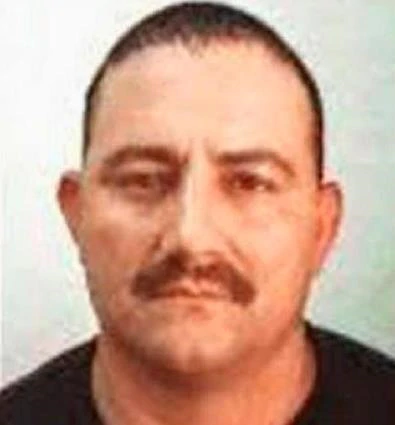
Dairo Antonio Úsuga David, máximo jefe del grupo.

El jefe de la estructura criminal era Dairo Antonio Úsuga David conocido en el medio por los apodos de "Otoniel", "Mauricio" y "Mao". Inició sus actividades en la década de 1990, algunos medios lo identifican como el último «veterano» activo en la escena del narcotráfico en Colombia. Formó parte, junto a su hermano Juan de Dios Úsuga David, del Ejército Popular de Liberación (EPL). Luego de su estancia en el EPL, Dairo Antonio y Juan de Dios decidieron vincularse a las Autodefensas Campesinas de Córdoba y Urabá (ACCU). Una vez radicados en la organización, conocen al narcotraficante y paramilitar Daniel Rendón Herrera (posterior fundador de los grupos Autodefensas Gaitanistas de Colombia y las Águilas Negras, que luego se anexaron a los Urabeños, fundado por él también), que por ese entonces también formaba parte de las Autodefensas Unidas de Colombia (AUC). A pesar de una larga estancia dentro de los grupos paramilitares, Dairo y su hermano regresaron a Urabá después del asesinato de Miguel Arroyave, comandante del Bloque Centauros de las AUC. Con el transcurrir de los años, y ante la captura de Rendón Herrera, los hermanos Úsuga David finalmente relevaron todas las actividades criminales de su antiguo socio, alias "Don Mario". Juan de Dios fue abatido a comienzos de 2012 por la fuerza pública. Uno de los más grandes narcotraficantes de Colombia, Daniel Barrera Barrera alias El Loco Barrera, definió a Otoniel como «un animal, un peligro completo».
Dairo era buscado por el Gobierno federal de los Estados Unidos, por tráfico de estupefacientes y otros actos violentos como principales mecanismos de operación. El Gobierno estadounidense ofrece $5.000.000 por su captura, mientras que el Presidente de Colombia, Juan Manuel Santos, ofrece 3.000.000.000 de pesos colombianos. Otros $80.000.000 millones adicionales son entregados, después de los ataques entre el Clan Úsuga y las FARC-EP, donde murieron siete policías. El 7 de octubre de 2012, la Policía Nacional emitió un cartel con los criminales más buscados de Colombia. Alias "Otoniel", junto con otros capos ya capturados y abatidos, encabezan el panorama de fugitivos.
Desde el 15 de febrero de 2015 comenzó, por parte de la Policía Nacional, un operativo sin precedentes para capturar o dar de baja a "Otoniel" en la región del Urabá, donde se manteníe escondido hasta su captura en octubre de 2021. Este operativo fue bautizado con el nombre de Operación Agamenón y, para llevar a cabo esta tarea, se desplegó un pie de fuerza de 1.200 policías, muchos más de los 500 utilizados por el Bloque de Búsqueda para dar de baja al jefe del Cartel de Medellín, Pablo Escobar Gaviria. En más de 3 años de esta operación se han incautado más de 200 toneladas de cocaína, casi 2000 integrantes del Clan del Golfo han sido capturados y más de 200 millones de dólares en activos han pasado a extinción de dominio. Uno de los capturados en la operación es Nelson Hoyos Sepúlveda, alias "Z5", miembro del Estado Mayor de la organización. En este mismo operativo se dio de baja a uno de los miembros del Estado Mayor más importantes, debido a que este se encargaba de sacar la cocaína desde el puerto de Urabá a sus lugares de destino: Jairo Durango Restrepo, alias "Guagua". A mediados de 2017, comenzó la segunda fase del operativo (o llamada por el gobierno como Operación Agamenón II), al ser reforzada con 1.500 elementos del Ejército Nacional sumando un total, incluyendo 500 más de la Policía, de 3.200 hombres de las Fuerzas Armadas contra "Otoniel" y el Clan del Golfo. El primer gran resultado de esta fase se dio el 1 de septiembre de 2017, cuando se confirmó que el segundo al mando de la organización, Roberto Vargas, alias "Gavilán", fue dado de baja en límites de los departamentos de Antioquia y Chocó. Otro golpe importante de esta fase sucedió el 28 de marzo de 2018 en zona rural del municipio de Montelíbano (Córdoba), al ser abatido por fuerzas conjuntas del Ejército y la Policía Aristides Meza, alias "El Indio", tercero al mando de la estructura criminal. Un golpe más a esta organización se dio el 5 de agosto de 2018, dos días antes de culminar el mandato de Juan Manuel Santos, al ser capturado cerca de San Rafael (Antioquia) el segundo al mando del Clan del Golfo después de la muerte de alias Gavilán: Carlos Moreno, alias "Nicolás".  Con estos reveses, solo queda "Otoniel" como único miembro del Estado Mayor original del Clan del Golfo. Si bien el operativo esta concentrado en el Urabá, se han dado importantes golpes en el marco de la Operación Agamenón II fuera de esta región como el realizado contra el jefe militar de la organización Luis Padierna, alias "Inglaterra", quien fue dado de baja en zona rural del municipio nortesantandereano de Chinácota el 23 de noviembre de 2017, a donde se había trasladado desde Urabá para intentar controlar los negocios ilícitos en este departamento. El gobierno de Juan Manuel Santos anunció el aumento de la recompensa que permita la captura de alias "Otoniel" a $3.000.000.000. Con las capturas o muertes de los miembros originales del Estado Mayor del Clan del Golfo, "Otoniel" reestructuró la cúpula quedando de la siguiente manera (según información de inteligencia): Giovanis Ávila Villadiego «Chiquito Malo», Nelson Darío Hurtado Simanca «Marihuano», abatido el 7 de febrero de 2021, Wilmer Antonio Quiroz «Siopas», encontrado muerto en una carretera de Antioquia el 1 de marzo de 2023 Darío Úsuga Torres «Pueblo», abatido el 15 de agosto de 2020, José Gonzalo Sánchez «Gonzalito», José Abel Bustamante «Mordisco», abatido el 16 de octubre de 2018, Neil Antonio Acosta Manga «Cole», abatido el 2 de octubre de 2018, Eber Enrique Monterrosa Ramos «Furia», quien se entregó a las autoridades el 3 de junio de 2019 y José Emilson Córdoba «Negro Perea».
El 4 de mayo de 2020, el líder de la violenta fracción del cártel Jorge Iván Arboleda Garcés, Aureliano Pérez Caballero, alias Dávinson, fue procesado ante el tribunal luego de su arresto el día anterior. El 27 de mayo de 2020 fueron detenidos el líder de la fracción del cártel Carlos Vázquez, identificado como “Fabián”, y siete de sus asociados. El 29 de mayo de 2020 fue capturado el proveedor de armas de la fracción Carlos Vázquez, Jhon Olmedo Ramírez, alias “Guajiro”, junto con 9,000 cartuchos de fusil, una camioneta, 10 proveedores de armas de largo alcance y 2 teléfonos celulares. El día anterior, un notorio sicario del Clan del Golfo, Yelson Andrés Mes Pérez, alias "Yeisito", y también la mujer arrestada con él fueron encarcelados
El 8 de junio de 2020 fueron detenidos tres miembros del Clan del Golfo que planeaban asesinar a civiles en el Chocó. Cuatro días después la policía de Urabá arrestó al presunto miembro del Clan del Golfo, Alexander Asprilla, alias "Perea". 
Perea era sospechoso de estar involucrado en asesinatos selectivos en los municipios de Bahía Solano, Nuquí, Juradó, así como otros corregimientos y veredas de la zona. El 13 de junio de 2020 se conoció que 26 Clan Integrantes del Golfo fueron detenidos en Santa Marta. Entre los detenidos se encontraban líderes locales considerados responsables de una reciente ola de violencia. También se reveló que 48 miembros del Clan del Golfo, incluidos cinco líderes locales, habían sido detenidos en Santa Marta desde el comienzo de 2020. El 23 de junio de 2020, la Policía Nacional de Colombia reveló en una transmisión de radio nacional que poco antes de la detención de Téllez, un exmiembro del grupo criminal rival Los Rastrojos Marlon Gregorio Celis Caballero, alias 'Loquillo' o 'Felipe ', fue nombrado “como el nuevo líder del Clan del Golfo”. Un operativo de Ciénaga con el alias “Diana” también fue nombrado como jefe de las operaciones financieras, lavado de dinero y narcotráfico del cartel. Bajo el liderazgo de Loquillo, el Clan del Golfo concentra sus acciones criminales en la Troncal Caribe, especialmente en Santa Marta y los municipios aledaños del departamento de Magdalena, utilizando nuevas plataformas para transportar grandes cargamentos de cocaína a través de embarcaciones que atracan cerca de los municipios de Magdalena en Puebloviejo y Ciénaga. El 26 de junio, se reveló que el Clan del Golfo había iniciado un conflicto directo con los disidentes de las FARC llamado Operación Mil y había enviado a 1.000 de sus paramilitares desde Urabá, el sur de Córdoba y el Chocó para eliminar a los disidentes de las FARC. del norte de Antioquia y controlar todo el municipio de Ituango. El 19 de septiembre, The Economist describió al Clan del Golfo como ahora un grupo "compuesto por paramilitares de derecha desmovilizados".
El 8 de octubre de 2020, se reveló que El Soldado fue asesinado en el curso de operaciones militares en la región de Antioquia del Bajo Cauca. Antes de su muerte, El Soldado se desempeñaba como líder de la subestructura Julio César Vargas del Clan del Golfo. Además del asesinato de El Soldado por militares colombianos, la Policía Nacional de Colombia confirmó el arresto de 13 miembros de "Héroes del Caribe" del Clan del Golfo, que sirve a una célula de las Autodefensas de Colombia del cartel, en Cartagena. Entre los arrestados se encontraba el líder regional del Clan del Golfo, Edwin Enrique Caballero Santander, conocido bajo el alias de El Hermano.  En este momento, también se reveló que las operaciones militares que se habían llevado a cabo en las regiones colombianas de Antioquia, Atlántico, Córdoba y Sucre habían disminuido significativamente la influencia del Clan del Golfo. El 8 de octubre de 2020, el exlíder del Clan del Golfo encarcelado Jhony Fidel Cuello-Petro, alias Mocho, llegó a Houston luego de ser extraditado de Colombia. Las autoridades colombianas detuvieron a Mocho en noviembre de 2018. El 15 de octubre, uno de los dos miembros del Clan del Golfo que mataron a un hombre en un lavadero de autos ubicado en el departamento de Yalí en Antioquia fue asesinado por los miembros del Ejército Nacional de Colombia, mientras que el otro fue capturado. 
El 16 de octubre, la Policía Nacional de Colombia anunció que un alto financista del Clan del Golfo que sirvió como líder de la subestructura del cartel Edwin Román Velázquez Valle estaba entre los cuatro miembros de Edwin Román Velázquez Valle que fueron arrestados en los municipios de Antioquia, Buriticá, Santa Fe y Liborina. Según el coronel de la Policía Nacional William Castaño, jefe de la Unidad Nacional contra la Minería Ilegal y Antiterrorismo, el alto financista del Clan Del Golfo, identificado como "Diego", "era el encargado de extorsionar a comerciantes y personas dedicadas a la extracción de minerales". en esta parte del país."
El 28 de octubre de 2020 se informó que fuerzas de seguridad de Colombia y Panamá incautaron más de dos toneladas de clorhidrato de cocaína pertenecientes al Clan del Golfo. Esto resultó en que el cartel perdiera 70 millones de dólares. También fueron arrestados cuatro colombianos y un hondureño en el submarino que contenía el clorhidrato de cocaína. El 17 de noviembre, el presunto financista y El coordinador de ruta del Clan del Golfo, Jorge Eliécer Castaño Toro, alias "Plástico", y su adjunto Darwin Abad Sierra, alias "el número 17", fueron detenidos por la Policía Nacional de Colombia. Entre el 30 de diciembre y enero de 2020, 181 miembros del Clan del Golfo fueron atacados con éxito en la "Operación Agamenón", y la Presidencia de Colombia y Nacional de Colombia emitieron una declaración conjunta que revela que "La misión se estructuró en 38 operaciones con 117 operaciones de búsqueda" diligencias y allanamientos, que resultaron en 177 detenciones y cuatro neutralizaciones." Entre los arrestados se encontraba John Fredy Zapata Garzón, alias Messi o Candado, y siete de sus colaboradores más cercanos.
El mayor general de la Policía Nacional de Colombia, Fernando Murillo Orrego, jefe de la Dirección de Investigación Criminal e Interpol (DIJIN), "Zapata Garzón dirigía una organización de narcotráfico y lavado de dinero asociada al Clan del Golfo". La DIJIN también emitió un comunicado donde revela que Zapata Garzón compartió rutas de narcotráfico hacia Europa y Estados Unidos con el Clan del Golfo, a través de empresas fantasma, inversiones y bienes inmuebles y personales en 17 Departamentos de Colombia. En diciembre de 2020, el Departamento del Tesoro de los Estados Unidos sancionó a Zapata Garzón "por ayudar materialmente a las actividades internacionales de narcotráfico del Clan del Golfo". La declaración federal conjunta, publicada el 4 de enero de 2021, también reveló que el número de miembros del Clan del Golfo arrestados durante la fase de la "Operación Agamenón" que comenzó el 30 de diciembre de 2020, para entonces había aumentado a 198.
En marzo de 2021, las estructuras del Clan del Golfo sufrieron fuertes golpes con la detención de 25 miembros más. Según la Armada de Colombia, los arrestados serían responsables del contrabando de más de 13 toneladas de cocaína hacia Honduras, Costa Rica y Panamá durante 19 operaciones de narcotráfico. Nini Jhoana Úsuga, alias  La Negra, sería recapturada durante estas detenciones. El líder principal del Clan del Golfo, Rubén D. Meléndez, alias Porrón, y el proveedor de armas del Clan del Golfo y presunto asociado de FARC, Martín Boyaco, también se encontraban entre los arrestados. Porrón fue arrestado el 13 de marzo de 2021, mientras que Boyaco, quien se creía que había proporcionado financiamiento al Clan del Golfo mediante el suministro de armas al líder disidente de las FARC Iván Mordisco, fue arrestado el 11 de marzo de 2021.  El 18 de agosto de 2021, fuerzas de seguridad de Colombia arrestaron a Luis Daniel Santan Hernández, alias Machete, buscado por el gobierno colombiano desde 2017 y capturado poco antes de su boda prevista, no solo era el coordinador de seguridad, logística y actividades criminales de otros líderes del Clan del Golfo apostados en el occidente de Antioquia. pero también fue considerado como "líder de la banda criminal más grande de Colombia".
Alías "Siopas", número dos de la organización AGC, es encontrado muerto en febrero de 2023. Parece haber sido víctima de una purga interna.
El presidente colombiano, Gustavo Petro, anunció que suspendía el alto el fuego entre las fuerzas armadas de Colombia y el Clan del Golfo tras un ataque a un acueducto y disparos contra agentes de policía. El Presidente también acusó al cártel de incitar a una protesta de los mineros de oro informales.
En el momento de su sentencia en Nueva York en agosto de 2023, los fiscales federales estadounidenses describieron a Darío Antonio Úsuga David como el "líder supremo" del cartel y "el narcotraficante colombiano más violento y significativo" desde Pablo Escobar.

### Armamento
El material de guerra utilizado por la banda criminal se compone básicamente de armas de fuego de corto alcance como pistolas y revólveres, aunque también manejan armas de largo alcance como rifles y subfusiles. En varias operaciones realizadas contra la organización se han encontrado gran cantidad de armamento y municiones. Según las autoridades, las pistolas calibre 9×19 mm Parabellum, revólveres 38 Special, fusiles de largo alcance y uzis son el prototipo de armas de fuego utilizadas en varios actos delictivos como el secuestro, los asesinatos a la población civil o miembros de la fuerza pública, y el tráfico y control de drogas. A la banda también se les ha decomisado otro tipo de armamentos de gran poder como escopetas, ametralladoras, granadas y lanzagranadas. Mientras que en casos puntuales, como la guerra entre bandas emergentes, el Clan Úsuga ha logrado manejar armas de gran calibre como la ametralladora M60 y fusiles soviéticos AK-47.
El contrabando y tráfico de armas es una modalidad que también se realiza para abastecer a todos los miembros de la organización. Varios operativos realizados por miembros de la fuerza pública revelan que en la mayoría de los casos, los cargamentos de armas son distribuidos de una ciudad a otra. Prueba de ello, es que a finales del mes de mayo de 2012, la policía logró la captura de un cargamento de armas enviado desde la ciudad de Barranquilla, con destino al departamento de Antioquia. El valor total del arsenal de guerra estuvo valorado en más de $300.000.000 y fue calificado por las autoridades como material «sofisticado». Según un artículo periodístico del diario El Tiempo, uno de los altos miembros de la organización es el encargado de realizar contactos con integrantes de otras mafias en Panamá, por el tráfico de armamento bélico. Gran parte de los operativos de control y búsqueda son ejecutados por parte de la policía nacional. Estas operaciones tienen por objetivo la neutralización y desarticulación de las organizaciones criminales y el tráfico de material bélico.
No solo el arsenal de guerra es utilizado en contra de la población civil o miembros de la fuerza pública, también va dirigido hacía otras bandas criminales. La disputa por los territorios y el tráfico de droga es uno de lo mayores objetivos de las bacrim. Unas investigaciones realizadas a finales de 2010, determinaron que solo en ese año se confiscaron más de 900 granadas y otras 649 armas, entre ellas, un lanzacohetes.
Otro tipo de equipos utilizados por el Clan Úsuga son los chalecos antibalas, teléfonos móviles, proveedores y cartuchos, uniformes de uso privativo de las fuerzas militares y policía, y radios para comunicación. Algunos equipos son suministrados por medio del tráfico de armas, mientras que otros son directamente obtenidos por medio del hurto o el asesinato de víctimas selectivas. También se tiene evidencia que los materiales de guerra provienen del ejército y la policía, e incluso «en complicidad con funcionarios públicos», según unas declaraciones de un exintegrante. Además del tráfico, los integrantes también se dedican a la fabricación artesanal de material bélico.

## Acciones delictivas y violaciones de derechos humanos
Las emboscadas suelen ser una de las modalidades de ataque del grupo criminal. Varias de las ofensivas perpetradas en contra de la fuerza pública han terminado en homicidios. El 8 de septiembre de 2011, un grupo de policías fue abatido por un comando del Clan Úsuga liderado por John Luis Hidalgo Burgos, después de una emboscada en Tierralta, un municipio ubicado al sur del departamento de Córdoba.
Otra modalidad es la ejecución de atentados terroristas con bombas (granadas de fragmentación), actos que han dejado decenas de heridos e incluso muertos. Aunque no es una forma usual de ataque, el Clan Úsuga ha logrado un poder regional, esto les ha permitido librar enfrentamientos con otras bandas y utilizar diversos métodos de guerra. Un ejemplo de esta modalidad fue la realizada el 11 de abril de 2018, donde 8 policías murieron al activarse una carga explosiva mientras acompañaban a funcionarios de la Unidad de Restitución de Tierras en el Urabá.
Probablemente, la actividad delictiva más utilizada es el sicariato, por medio de la conformación de grupos especiales. En Santa Marta, Valledupar, Cali, San Andrés, Montería, entre otras localidades, se ha presentado esta modalidad. Aunque los ataques son ejecutados por miembros de la organización, el alistamiento de jóvenes es un tarea impartida por los altos mandos, que ordenan el denominado «reclutamiento de menores», con el fin de brindar apoyo a las redes sicariales que operan en las regiones.
Por ser un grupo conformado en su gran mayoría por paramilitares desmovilizados de las Autodefensas Unidas de Colombia, las técnicas de ataque se asemejan a las utilizadas por la guerrilla. La tortura y el desmembramiento son, en contados casos, métodos sangrientos que se practican. Un reporte emitido el 18 de septiembre de 2012 por el periódico Meridiano de Sucre, informó sobre unos hombres «a quienes torturaron y desmembraron». El hecho fue atribuido a la agrupación. Tanto los carteles mexicanos, como las bandas emergentes de Colombia, son las únicas que practican estas técnicas sangrientas.
Con el aumento indiscriminado de abusos en contra de las mujeres, los grupos criminales han logrado no solo enfocarse en las prácticas sexuales, sino también a la retención y posterior esclavitud de la población femenina. Unas investigaciones realizadas por la periodista Jineth Bedoya, quien fuera secuestrada, violada y torturada por un grupo de paramilitares en 2003, demostraron que el índice de agresiones sexuales por parte de las bandas criminales cada vez va en aumento. Tanto el Clan Úsuga como Los Rastrojos son las dos principales bacrim que practican dicha metodología, anteriormente utilizada por los grandes grupos paramilitares.

### Paro Armado y plan pistola

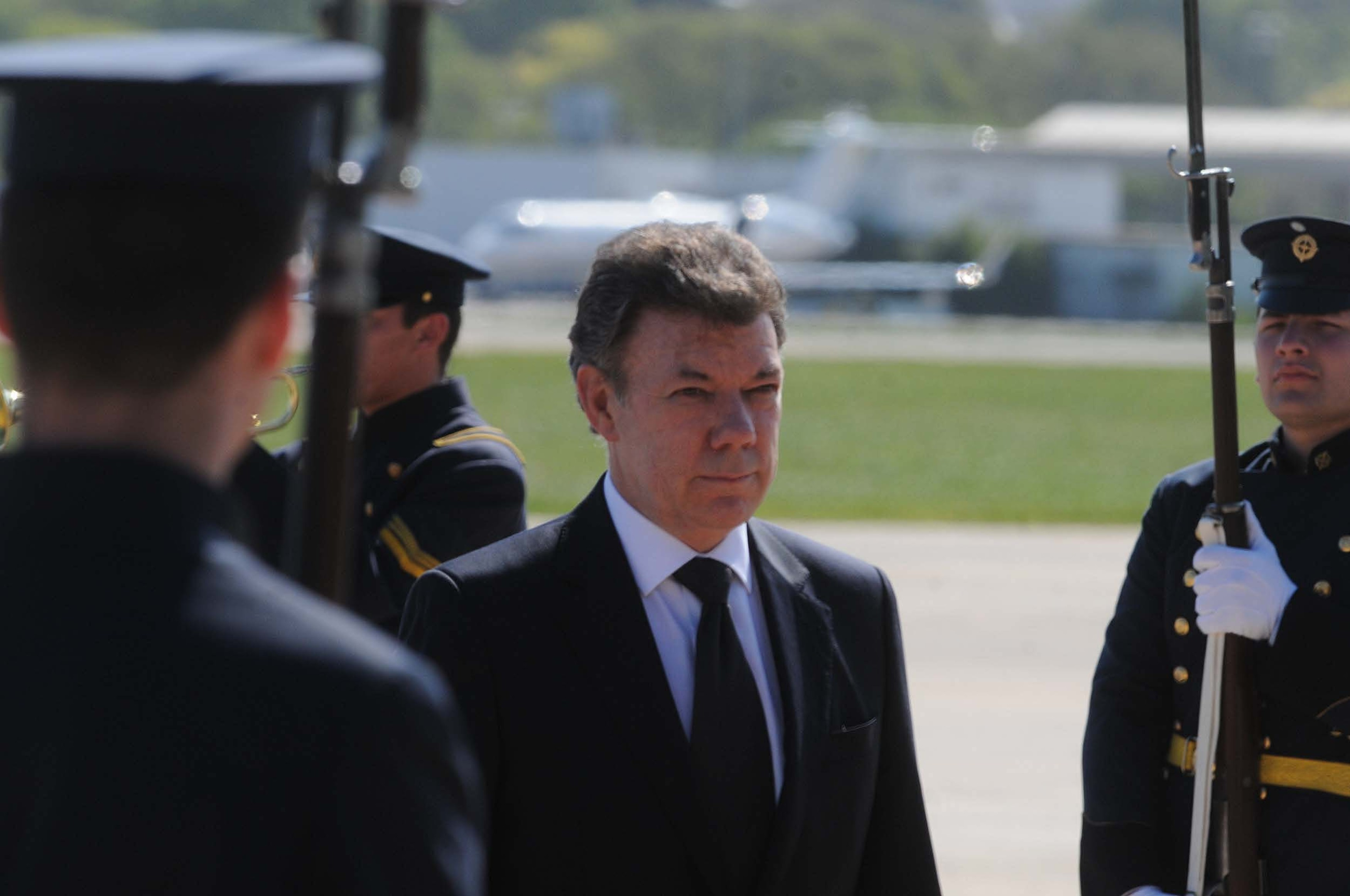
El presidente Juan Manuel Santos destruyó varios panfletos del Clan Úsuga.

El 5 de enero de 2012 este agrupación criminal promovió un paro revolucionario que afectó el comercio, el transporte público y los servicios de salud en el departamento de Córdoba. La protesta del grupo paramilitar fue comunicada a través de panfletos, donde anunciaban el paro comercial en represalia por la muerte de su máximo jefe Juan de Dios Úsuga, alias Giovany. Los municipios afectados por el paro armado fueron: Montelíbano, Canalete, Puerto Escondido, San Bernardo del Viento, Puerto Libertador, La Apartada, San José de Uré, Ayapel, Tierralta, Valencia, Montería y otros municipios costaneros; de igual manera en Necoclí, Chigorodó, San Pedro, Majagual y Maranda se sintieron los efectos negativos del cese de actividades.
El 6 de enero de 2012, el presidente de la República de Colombia, Juan Manuel Santos, emitió un mensaje de exhortación en contra del clan: «están notificados, aquí vamos detrás de ellos [...]». Debido a la magnitud del problema, el presidente ofreció una recompensa de hasta $2.000.000.000 por información que permita el arresto o la condena del máximo jefe del grupo, Dairo Antonio Úsuga David alias "Otoniel". También ofreció la suma de $1.000.000.000 por Roberto Vargas Gutiérrez, alias "Gavilán", ya abatido, y Walter Andrés Velásquez, alias "Ferley", otros cabecillas que conforman el grupo armado y se encuentran bajo las órdenes del máximo líder.
Trece presuntos integrantes de la banda fueron capturados por las autoridades colombianas, después de realizar trabajos investigativos, ante una ofensiva militar ordenada por el presidente Juan Manuel Santos. Finalmente se contabilizó un total de veintiocho delincuentes capturados, según los informes suministrados por las autoridades.
Debido a la ofensiva ordenada por la presidencia de la república contra el Clan Úsuga en el Urabá, concretamente la Operación Agamenón de la Policía Nacional, esta reparte volantes en sus zonas de influencia ordenando un paro armado de 24 horas desde el 31 de marzo al 1 de abril de 2016. Pese a que los volantes llevan el nombre de Autodefensas Gaitanistas de Colombia; (AGC), las autoridades están seguras que son el mismo Clan Úsuga, ya que estos mencionan como máximo comandante de esta organización al actual líder de la banda criminal; Dairo Úsuga, además que este es uno de los nombres con los que se conoce a esta organización delincuencial, buscando un supuesto estatus de grupo insurgente. El Ministro de Defensa; Luis Carlos Villegas, entrega un balance de 33 miembros del Clan Úsuga detenidos y un militar muerto producto de este paro armado.
Ante el abatimiento del máximo jefe Juan de Dios Úsuga David, alias "Giovanny", la banda perpetró varios asesinatos y ejecutó el denominado «Plan Pistola», un método que consiste en asesinar a policías y otros miembros que sean parte de la Fuerza Pública de Colombia. El Clan Úsuga ofreció hasta 2 millones de pesos ($1.030 dólares de ese año) por cada policía o militar asesinado, según las autoridades colombianas. El General José Guzmán, jefe regional de la policía nacional afirmó: «Es la primera vez que tenemos conocimiento (por parte del Clan Úsuga) de atentados bajo esta modalidad (el pago por policía asesinado)» y dijo que el Clan Úsuga no intenta librar una batalla directa contra el Gobierno de Colombia».
Otros funcionarios del Instituto Nacional Penitenciario y Carcelario (INPEC) fueron amenazados y posteriormente asesinados, luego de unas denuncias realizadas por el sindicato de la institución carcelaria; al menos ocho integrantes del INPEC fueron abatidos. En el departamento de Antioquia y Córdoba también se presentaron las bajas de varios policías, lugares donde las denominadas «bacrim» disputan los territorios. Las autoridades afirmaron que estos hechos recuerdan los tiempos violentos del narcotraficante Pablo Escobar, debido a la implementación del mismo sistema. El denominado Zar de la cocaína llegó a pagar la suma de 2 millones de pesos ($2.710 de la época) por cada policía asesinado, según las declaraciones de Jhon Jairo Velásquez Vásquez alias Popeye, exjefe de sicarios de Pablo Escobar. Según las confesiones de León Valencia Agudelo, un exguerrillero del Ejército de Liberación Nacional (ELN), solo en el departamento de Antioquia se presentaron en aquellos años unos 800 asesinatos a miembros de esa institución.
Debido a los buenos resultados obtenidos por la Policía durante la Operación Agamenón, que busca la captura o muerte del líder del Clan Úsuga; Dairo Antonio Úsuga, alias "Otoniel", se ordena por parte de esta organización el inicio, desde finales de marzo del 2016, de otro Plan Pistola contra uniformados de esta institución, ofreciendo 2 millones de pesos ($700 de ese año) por policía asesinado, dejando un saldo de 7 policías muertos. En mayo de 2017, debido a los nuevos golpes infringidos al Clan del Golfo en la Operación Agamenón, ordenan un nuevo Plan Pistola contra miembros de la Policía Nacional en el país, ofreciendo nuevamente 2 millones de pesos por policía muerto, dejando hasta el momento un saldo de 12 policías asesinados y 24 heridos, Plan Pistola por la muerte de alias "Marihuano" segundo al mando en 2021 deja como saldo 11 policías muertos.

### Masacres
Las masacres son otro tipo de acciones delictivas propias del grupo paramilitar. La gran mayoría de estos atentados obedece a las disputas de varias zonas donde se trafica droga y se establece el llamado «impuesto revolucionario». El 28 de marzo del 2008, miembros del grupo criminal retuvieron a un vehículo de Grupos de Acción Unificada por la Libertad Personal (GAULA) en un lugar cercano a la finca ‘No te canses’, en el municipio de Turbo, Antioquia asesinando a sus cinco ocupantes. 
No fue hasta el 2 de junio de 2012, el grupo fue señalado por perpetrar un atentado en el municipio de Remedios (Antioquia). El control total de la minería ilegal (aquella que se realiza sin títulos mineros ni controles por parte del gobierno colombiano) fue el motivo principal del ataque, un negocio que también disputan Los Rastrojos. La masacre dejó un total de cinco personas asesinadas, mientras que el comandante de la policía de Antioquia afirmó que «los autores de la masacre fueron miembros del grupo paramilitar Gaitanistas, de la banda Los Urabeños».
El 11 de junio del mismo año también se registró la masacre de cuatro miembros de una familia. Las autoridades aseguraron que un delincuente conocido por el alias de Chijo, miembro del Clan Úsuga perpetró el atentado en compañía de otras personas. Después de haber cometido el homicidio, los integrantes del comando incineraron la vivienda y los cuerpos sin vida de la víctimas, un hecho repudiado por las autoridades.

### Narcotráfico
Comparte el escenario del narcotráfico con otras bandas narcoterroristas, entre las que se encuentran Los Rastrojos (extintos en 2016), las disidencias del ERPAC (Bloques Meta y Libertadores del Vichada, extintos en 2017), Los Paisas (extintos en 2014) y la Oficina de Envigado.
Una de las principales fuentes de ingreso es obtenida por medio del narcotráfico. Según las autoridades, el Clan Úsuga y las FARC-EP(hasta 2016) controlan el negocio del narcotráfico y la minería ilegal en varias zonas del país como Córdoba, Bajo Cauca, Chocó y Antioquia. En total, la banda criminal se asegura unos $7.000.000 mensuales por el cobro de actividades mineras ilegales. La alianza entre farianos y el Clan Úsuga por el cultivo y el tráfico de estupefacientes se extiende también hacia las regiones del Nudo de Paramillo y Urabá, lugares estratégicos por donde circula la droga procesada que tiene como destino varios países de América Central. Hasta $70.000.000 puede estar valorado un cargamento de droga, por el manejo de más de dos toneladas de cocaína.
Otro punto estratégico donde se maneja el microtráfico de droga está ubicado en La Guajira, una zona donde se «controlan los envíos de cocaína» y se trabaja en el «menudeo de la droga», según un funcionario de la fuerza pública. Mientras que el director de antinarcóticos de la policía nacional dijo: «Las bacrim ocupan el lugar de los cárteles de la droga en Colombia», por lo que «están supeditadas sus finanzas al narcotráfico».
Aunque el negocio del narcotráfico ha dejado notables ganancias y sirvió como fuente de sostenimiento para la guerrilla de las FARC-EP, las bandas criminales también intentan prevalecer por medio de la construcción de modernos y sofisticados laboratorios. A mediados del mes de agosto de 2012, unas tropas del ejército nacional encontraron un sofisticado laboratorio, donde el Clan Úsuga producía droga. Según los reportes del comando, el laboratorio producía «una tonelada y media mensual» de cocaína.

### Extorsiones e impuesto revolucionario
Las extorsiones y el denominado «impuesto revolucionario» son actividades que se ejecutan para adquirir ingresos monetarios. Comerciantes, empresarios, asalariados y personas con cualquier tipo de ingresos se convierten en potenciales víctimas. En la mayoría de los casos, la bacrim realiza seguimientos y hostigamientos por medio de panfletos y llamadas telefónicas, en otros se suele visitar directamente al empresario o comerciante. Un informe especial de la Gobernación de Antioquia reveló que a finales del mes de noviembre de 2012, la bacrim realizó un millonario negocio con Los Rastrojos, luego de que el Clan Úsuga desembolsara $6.000.000.000 por una llamada «franquicia», una estructura criminal de Los Rastrojos que opera y realiza extorsiones en el Nordeste antioqueño. Cerca de $2.500.000.000 de pesos se asegura este clan mensualmente en materia de extorsión, en la localidad antioqueña.
La actividad extorsiva también se extendió al sector universitario, donde varios integrantes del grupo establecieron un «impuesto de guerra semestral», que tiene como finalidad, el desembolso de $1.000.000 por parte de todos los comerciantes de la Universidad de Antioquia. La cúpula o la denominada «Junta Militar» de la agrupación fue la encargada de imponer el impuesto, debido a que supondrá un autosostenimiento a toda la estructura que conforma la bacrim. El uso de los panfletos como medio comunicativo, es uno de los principales hechos intimidatorios, una de las razones por las que varios propietarios de los negocios se han negado a denunciar.

### Minería Ilegal
La minería de carácter ilegal, es decir, aquella que no está reglamentada por el gobierno colombiano; esta actividad ha ido ganando terreno en las finanzas de las bandas criminales desde 2010 aproximadamente. Esto debido a que las actividades relacionadas al narcotráfico han sido reducidas por la acción de la fuerza pública, lo que los ha obligado a encontrar una fuente de financiación alternativa e igual de rentable. La minería ilegal, en especial la explotación de oro, además de la extorsión a los dueños de minas ilegales que no están a cargo de las bandas criminales, han sido esa fuente de financiación debido a los altos precios del oro en el mercado internacional, además que los delitos por minería ilegal, a diferencia de los relacionados con el narcotráfico, no son castigados de manera severa por la ley colombiana, incluso en algunos casos son excarcelables. Al igual que en el narcotráfico, el daño ambiental causado por la explotación descontrolada de estas minas ilegales es grave e irreparable en muchos casos, producto de la flora y fauna destruidas por acción de las máquinas retroexcavadoras para encontrar el mineral en el subsuelo, además que el mercurio y cianuro que se utiliza para encontrar el oro no se le da la disposición adecuada, y terminan contaminando las fuentes de agua que nutren la agricultura y pesca y que alimentan los acueductos de veredas y municipios cercanos a estas minas.

## Nexos con empresarios, políticos y miembros de la fuerza pública
Según un reporte periodístico, más de 1000 efectivos que trabajan al servicio del Gobierno de Colombia se han involucrado directa e indirectamente con grupos paramilitares y bandas criminales. En 2011, se destituyeron a 637 uniformados: 287 policías y 350 militares, luego de unas investigaciones realizadas por el diario El Tiempo. De todas las bacrim que operan en territorio colombiano, el Clan Úsuga y Los Rastrojos son las principales mafias que controlan cerca del 50% de la cocaína del país.
Uno de los hechos más relevantes de 2012 se presentó cuando ocho funcionarios de la fuerza pública fueron capturados por mantener nexos con el Clan Úsuga. Miembros de alto rango de la Policía Nacional, entre ellos, un Comandante y un sargento, junto con varios patrulleros fueron acusados por un juzgado del departamento de Antioquia, por haber realizado 39.000 llamadas telefónicas al grupo. Debido a la gravedad de la situación, a todos los funcionarios se les acusó por múltiples delitos: «concierto para delinquir, falsedad ideológica (...), fraude procesal y utilización de menores (...)». Según las investigaciones realizadas por la Fiscalía General de la Nación, los policías utilizaron cuarenta teléfonos.
A comienzos de 2011, unos agentes adscritos a la Dirección Nacional Antinarcóticos interceptaron a José Napoleón Rodríguez, conocido en el medio criminal como Napo, por los vínculos con la banda. Napoleón Rodríguez, un reconocido comerciante de la industria láctea  relacionado por el homicidio de un ganadero, en complicidad con la bacrim. Las investigaciones del cuerpo especial de antinarcóticos determinó que varios integrantes de la organización se contactaban telefónicamente con el comerciante, al que finalmente le imputaron múltiples delitos. Además de este incidente, José Napoleón permanecía en contacto con altos mandos, debido a que era extorsionado por Los Rastrojos, uno de los grupos mafiosos que disputa el tráfico ilegal de drogas y ejecuta extorsiones en gran parte de los departamentos de Colombia. Mientras que en Cesar también se reportó un caso donde dos miembros de la fuerza pública fueron detenidos luego de colaborar en algunos trabajos de extorsión y asesinato. De igual manera, los uniformados suministraban armamento a los integrantes del grupo.
Otro suceso en el que se vieron involucrados algunos policías ocurrió en la toma de Tierralta, cuando en 2009, el Clan Úsuga invadió la zona de Tierralta, un municipio del departamento de Córdoba. La banda se hacía llamar Autodefensas Gaitanistas de Colombia, y era liderado por el narcotraficante Daniel Rendón Herrera, conocido por el alias de Don Mario. En ese mismo año fue capturado Rendón Herrera, por lo que Juan De Dios Úsuga David quedó como único jefe de la organización. Un año después, el Gobierno de Colombia ordenó el envío de trescientos uniformados a la zona, debido a que la estructura criminal mantenía el control sobre el tráfico de drogas. Después de una serie de investigaciones se determinó que «algunos policías, un soldado y un político» eran miembros activos del grupo. Ante la situación, el Clan Úsuga retuvo el control de la zona, junto con la bacrim de Los Paisas, que a su vez, también conformaron nexos con las autoridades de Tierralta.
En julio de 2012, una facción militar de la Brigada 17 detuvo un vehículo que transportaba droga, luego de un operativo en el municipio de Mutatá. Además de encontrar varios kilogramos de droga, también se capturaron a cinco militares: «un teniente, un cabo y tres soldados», todos adscritos al Batallón Voltígeros. Los miembros de la fuerza pública mantenían vínculos con la organización criminal y fueron reconocidos como «militares narcotraficantes» y «uniformados corruptos». En el operativo se capturaron a otros tres integrantes de la bacrim, y varias armas de fuego.
A mediados de diciembre de 2012, las autoridades capturaron a la fiscal Tatiana Oliveros Gutiérrez, por ser una de las principales colaboradoras e informadoras sobre los movimientos del fiscal general de la Nación, Luis Eduardo Montealegre; informaciones que eran del conocimiento del Clan Úsuga. Mientras que un escolta personal del fiscal general también estaba implicado, éste se comunicaba reiteradamente con Oliveros Gutiérrez.
El Clan del Golfo ha reclutado cómplices en el nivel más alto de la jerarquía militar, como generales y coroneles.

## Estatus
Por ser una agrupación dedicada mayoritariamente al tráfico de drogas a nivel nacional e internacional, el Estado de Colombia le ha calificado como una organización criminal de alcance nacional, es decir, que ha llegado a operar en todo el territorio colombiano. Mientras que la Policía Nacional asegura que la banda forma parte de las Organizaciones Integradas al Narcotráfico (ODIN), aquellas relacionadas con el tráfico y la comercialización de drogas. Otros medios como los periódicos y la prensa especializada le definen en algunos casos como una organización con acciones terroristas por la naturaleza de sus hechos, tales como asesinatos a miembros de la fuerza pública, masacres, paros o huelgas revolucionarias y todo tipo de ataques a la sociedad por medios de armas de fuego, entre otros.
El 31 de mayo de 2013, el Gobierno federal de los Estados Unidos por medio de la Oficina de Control de Bienes Extranjeros del Departamento del Tesoro de los Estados Unidos emitió un comunicado oficial para informar que el Clan Úsuga «entró a formar parte de la Lista Clinton». El comunicado dice:

«Kingpin Act Designations; Foreign Sanctions Evaders Designations; Executive Order 13622 Designations; Iran Sanctions Designations; Non-proliferation Designations; Counter Terrorism Designations

The following individuals have been added to OFAC's SDN List:

LOS URABENOS (a.k.a. BANDA CRIMINAL DE URABA; a.k.a. LOS AUTODEFENSAS GAITANISTAS DE COLOMBIA), Colombia; Honduras; Panamá [SDNTK]».
Departamento del Tesoro de los Estados Unidos.

La inclusión a la lista supone un golpe estratégico a la organización, no solo por ser catalogado un «grupo narcotraficante» o «cartel de droga», sino también porque serán embargados todos los posibles activos que posea y quedará prohibido todo tipo de «transacciones financieras o comerciales» en Estados Unidos.
Cambios de nombre al grupo delincuencial
Debido a que el nombre de Urabeños se confunde con el de los habitantes civiles de la región del Urabá, (los cuales son urabaenses), generando un estigma contra la población, el presidente de la República de Colombia; Juan Manuel Santos, ordenó en septiembre de 2014 que se le cambiara su denominación, por lo cual se conocieron luego como Clan Úsuga debido al apellido de sus líderes. El entonces director general de la Policía; General Rodolfo Palomino; explicó que esta banda será conocida como siempre se le ha debido llamar: "El Clan de los Úsuga David". En junio de 2016, el gobierno ordenó un nuevo cambio al nombre de esta organización criminal, con el objetivo de no estigmatizar a personas que tengan el apellido Úsuga (muy común en los departamentos de Córdoba y Antioquia) y que no tienen nada que ver con el grupo delincuencial, siendo rebautizados por el entonces Ministro de Defensa; Luis Carlos Villegas, como el "Clan del Golfo", ya que su centro principal de operaciones está localizado en el Golfo de Urabá.
El nombre de Bloque Héroes de Castaño se lo había puesto su primer líder; Daniel Rendón Herrera, alias Don Mario, para rendirle un tributo a quien fuera su mentor y gran amigo personal; Vicente Castaño Gil, el cual fue asesinado, según versiones de Don Mario, por jefes de las Autodefensas Unidas de Colombia que se acogieron al proceso de desmovilización mediante la Ley de Justicia y Paz, promulgada por el entonces presidente de la república, Álvaro Uribe Vélez (Don Berna y Ever Veloza, alias "HH"). El nombre de Autodefensas Gaitanistas de Colombia viene de un grupo delincuencial que había formado anteriormente Don Mario, cuyos miembros son ahora parte del Clan de Golfo, para darse a sí mismos un supuesto carácter de grupo insurgente o beligerante, con el objetivo de evadir a la justicia por delitos relacionados con el tráfico de drogas; usando el término de Gaitanistas para, aparentemente, reivindicar los derechos de los más oprimidos, emulando las ideas del caudillo liberal cuyo asesinato fue durante la época conocida en Colombia como "La Violencia" que dejó cientos de miles de muertos; buscando también el reclutamiento y el apoyo de personas afines a este pensamiento, engañando de esta manera a la población civil. Incluso, para hacer más creíble su supuesta lucha insurgente, imprimían un periódico en su zona de influencia llamado "El Gaitanista", con la imagen del caudillo.